# Jagdschirm (Thüringer Schiefergebirge)
Der Jagdschirm ist die nordöstlichste und mit 813 m ü. NHN die vierthöchste Erhebung des Wurzelbergmassivs im Thüringer Schiefergebirge im nördlichsten Zipfel des Landkreises Sonneberg. Er dacht wie das ganze Massiv nach Norden ab und wird damit zum Nördlichen Hohen Schiefergebirge gerechnet. An seiner Westflanke entspringt der Reichenbach, an seiner Ostflanke der Frauenbach, beides Zuflüsse der Katze, die Katzhütte durchfließt. Trotz der Dominanz seines Nachbarn Großer Farmdenkopf (868,7 m) ist er von Katzhütte aus als eine auffällige Erhebung sichtbar.